# Europaparlamentsvalet 2024
Europaparlamentsvalet 2024 ägde rum i Europeiska unionen den 6–9 juni 2024 för att välja ledamöterna av Europaparlamentet för mandatperioden 2024–2029. Valet var det tionde allmänna och direkta valet till Europaparlamentet.
Europaparlamentet är unionens enda direktvalda institution och lagstiftar tillsammans med Europeiska unionens råd. Utöver att avgöra den framtida sammansättningen i Europaparlamentet kommer valet även indirekt att avgöra vem som blir nästa kommissionsordförande. Efter valet föreslog Europeiska rådet en andra mandatperiod för Ursula von der Leyen som kommissionsordförande. Hon var därefter tvungen att väljas av det nyvalda Europaparlamentet innan hon kunde tillträda.

## Valsystem

### Valdagar
Enligt akten om val till Europaparlamentet ska de ordinarie valdagarna för val till Europaparlamentet infalla mellan en torsdag och en söndag den första hela veckan i juni månad vart femte år. Enligt detta system infaller de ordinarie valdagarna för valet 2024 den 6–9 juni 2024. Europeiska unionens råd kan dock besluta att tidigarelägga valet upp till två månader eller senarelägga det upp till en månad. Ett sådant beslut måste fattas minst ett år innan utgången av mandatperioden. I februari 2023 enades Europaparlamentets talmanskonferens om att förorda valdagarna 23–26 maj 2024 istället. Parlamentet uppmanade samtidigt rådet att fatta ett beslut i enlighet med detta. I mitten av maj 2023 beslutade dock rådet att inte flytta på valdagarna, utan hålla fast vid perioden 6–9 juni 2024. Detta trots att Portugals regering ville tidigarelägga valet till maj eftersom den 10 juni 2024 är en helgdag i landet och detta väntas bidra till ett lägre valdeltagande.
Enligt en opinionsmätning utförd inom Europeiska unionen i mars 2023 kände endast 45 procent av de tillfrågade till att nästa val till Europaparlamentet äger rum 2024. Totalt 67 procent av de tillfrågade uppgav att de tänkte rösta i nästa Europaparlamentsval, vilket var en uppgång med nio procentenheter jämfört med motsvarande mätning inför valet 2019.

### Antal mandat
Antalet mandat i Europaparlamentet per medlemsstat fastställs av Europeiska rådet på initiativ av Europaparlamentet inför varje val. Mandaten fördelas i enlighet med bestämmelserna i unionens fördrag, som bland annat föreskriver att ingen medlemsstat ska ha färre än 6 mandat eller fler än 96 mandat samt att mandaten ska fördelas utifrån principen om degressiv proportionalitet. Under början av 2023 antog Europaparlamentet ett initiativ som hade inneburit att antalet mandat utökades från 705 till 716 stycken. I mitten av juli 2023 justerade Europeiska rådet förslaget, men enhällighet kunde inte nås på grund av motstånd från Estland, vilket ledde till att beslutet sköts upp. Senare samma månad nådde Ständiga representanternas kommitté enighet om ett förslag som innebär att antalet mandat utökas med 15 stycken till totalt 720. Förslaget godkändes av Europaparlamentet i september 2023 och antogs formellt av Europeiska rådet den 22 september 2023. Det innebär att Frankrike, Nederländerna och Spanien får vardera två mandat till, medan Belgien, Danmark, Finland, Irland, Lettland, Polen, Slovakien, Slovenien och Österrike får var sitt mandat till. Övriga medlemsstater behåller samma antal mandat som i valet 2019.
| Medlemsstat       | Antal mandat | Antal mandat | Antal mandat |
| Medlemsstat       | före valet   | efter valet  | skillnad     |
| ----------------- | ------------ | ------------ | ------------ |
| Belgien           | 21           | 22           | +1           |
| Bulgarien         | 17           | 17           |              |
| Cypern            | 6            | 6            |              |
| Danmark           | 14           | 15           | +1           |
| Estland           | 7            | 7            |              |
| Finland           | 14           | 15           | +1           |
| Frankrike         | 79           | 81           | +2           |
| Grekland          | 21           | 21           |              |
| Irland            | 13           | 14           | +1           |
| Italien           | 76           | 76           |              |
| Kroatien          | 12           | 12           |              |
| Lettland          | 8            | 9            | +1           |
| Litauen           | 11           | 11           |              |
| Luxemburg         | 6            | 6            |              |
| Malta             | 6            | 6            |              |
| Nederländerna     | 29           | 31           | +2           |
| Polen             | 52           | 53           | +1           |
| Portugal          | 21           | 21           |              |
| Rumänien          | 33           | 33           |              |
| Slovakien         | 14           | 15           | +1           |
| Slovenien         | 8            | 9            | +1           |
| Spanien           | 59           | 61           | +2           |
| Sverige           | 21           | 21           |              |
| Tjeckien          | 21           | 21           |              |
| Tyskland          | 96           | 96           |              |
| Ungern            | 21           | 21           |              |
| Österrike         | 19           | 20           | +1           |
| Europaparlamentet | 705          | 720          | +15          |

### Reform av valsystemet
2018 antog Europeiska unionens råd ett beslut om ändring av akten om val till Europaparlamentet, som reglerar övergripande bestämmelser om valsystemet för valet. Ändringarna innebär bland annat att valkretsar med fler än 35 mandat måste ha en lägsta tröskel för fördelning av mandat på 2 procent. Som tidigare gäller att en sådan tröskel aldrig får vara högre än 5 procent. För att beslutet ska träda i kraft måste det först godkännas av alla medlemsstater i enlighet med deras konstitutionella bestämmelser. Vissa medlemsstater hade fortfarande inte ratificerat beslutet i juni 2024 och därför trädde bestämmelserna inte kraft inför valet.
I december 2023 antog Europaparlamentet en icke-bindande resolution som bland annat uppmanade Europeiska unionens råd att anta ett förslag till ny vallag som parlamentet hade ställt sig bakom den 3 maj 2022. Parlamentet efterlyste också en förstärkning av systemet med toppkandidater till kommissionsordförandeposten och att den europeiska dimensionen av valen skulle stärkas.

## Toppkandidater till ny kommissionsordförande
Sedan Lissabonfördraget trädde i kraft den 1 december 2009 ska Europeiska rådet, när det föreslår vem som ska bli kommissionsordförande efter ett Europaparlamentsval, ta hänsyn till valresultatet i det senaste valet. Inför både valet 2014 och 2019 hade de flesta europeiska partier nominerat olika kandidater innan valet. Efter valet 2014 blev Jean-Claude Juncker föreslagen som kommissionsordförande efter att ha varit Europeiska folkpartiets (EPP) kandidat i valet. I valet 2019 valde dock Europeiska rådet att nominera Ursula von der Leyen, trots att hon inte hade varit kandidat för något europeiskt parti inför valet. Det är oklart om alla europeiska partier kommer ha kandidater även inför valet 2024; i vilket fall är Europeiska rådet inte bundet att nominera någon av kandidaterna, men det nyvalda Europaparlamentets godkännande krävs för att den nominerade ska kunna tillträda. Europaparlamentet har krävt en överenskommelse med Europeiska rådet om förutsättningarna för nomineringen av nästa kommissionsordförande och att parlamentet tillåts delta i förhandlingarna om nomineringen efter valet.
I slutet av mars 2023 bekräftade Europeiska gröna partiet att de gröna kommer att ha två kandidater till kommissionsordförande inför valet. I oktober 2023 tillkännagav den tyska Europaparlamentarikern Terry Reintke att hon kommer kandidera som toppkandidat för Europeiska gröna partiet. Även Europeiska vänsterpartiet och Europeiska socialdemokratiska partiet har meddelat att partierna kommer att ha egna kandidater till kommissionsordförande. Bland socialdemokratiska politiker meddelade den luxemburgiska EU-kommissionären Nicolas Schmit att han var öppen för att vara Europeiska socialdemokratiska partiets kandidat. I mitten av januari 2024 stod det klart att han var den enda kandidaten till att vara socialdemokraternas toppkandidat. Han valdes på partiets kongress i början av mars 2024. I januari 2024 stod det även klart att den österrikiska kommunisten Walter Baier är den enda kandidaten för att bli Europeiska vänsterpartiets kandidat till nästa kommissionsordförande. I början av februari 2024 valdes Terry Reintke och Bas Eickhout till toppkandidater för Europeiska gröna partiet.
Fram till februari 2024 var det ännu oklart om kommissionsordförande Ursula von der Leyen skulle ställa upp för en ny mandatperiod och i så fall om hon skulle vara Europeiska folkpartiets (EPP:s) kandidat till posten. I september 2023 stod det dock klart att hon inte skulle kandidera i valet för att bli Europaparlamentariker, något som kritiserades av bland annat Europeiska gröna partiet. Politiker från socialdemokratiska partier, däribland Spaniens premiärminister Pedro Sanchez, har uttalat sitt stöd för att ge von der Leyen förnyat mandat om EPP-gruppen förblir största grupp efter valet. Europeiska vänsterpartiet har uttryckt fortsatt motstånd till von der Leyen som kommissionsordförande. Den 19 februari 2024 meddelade von der Leyen att hon ställer upp som kandidat till att fortsätta som kommissionsordförande under en andra mandatperiod. Europeiska folkpartiet ställde sig bakom hennes kandidatur vid partiets kongress den 7 mars 2024 med 400 röster för och 89 emot samt 10 nedlagda röster.
Det politiska landskapet i parlamentet efter valet kommer till stor del påverkas av om den stora kristdemokratiska EPP-gruppen kommer att fortsätta samarbeta med den socialdemokratiska och den liberala gruppen i en stor koalition eller om gruppen istället kommer försöka ingå en koalition med den konservativa ECR-gruppen. EPP-gruppens gruppledare Manfred Weber liksom flera andra ledande EPP-politiker, såsom Italiens utrikesminister Antonio Tajani, har öppnat upp för en koalition med ECR-gruppen, men däremot avfärdat möjligheten att ingå i ett samarbete med den nationalistiska ID-gruppen. Även om ECR-gruppen har uttryckt förhoppningar om en högermajoritet i Europaparlamentet efter valet, är det osannolikt att EPP-gruppen skulle kunna forma en sådan majoritet utan stöd från åtminstone också den liberala ALDE-gruppen. I september 2023 uttalade sig EPP:s generalsekreterare Thanasis Bakolas för att fortsätta en ”pro-europeisk” koalition med socialdemokratiska S&D-gruppen, liberala Renew-gruppen och gröna G/EFA-gruppen. I januari 2024 uttalade sig även den liberala Renew-gruppen skeptisk till en högerkoalition. Samtidigt har Jordan Bardella, ledare för franska Nationell samling (tidigare Front National), sagt att de EU-skeptiska högerpartierna kommer att eftersträva en blockerande majoritet som kan stoppa en fortsatt ”federalisering” av unionen. ID-gruppen har även markerat sitt motstånd till att ge Ursula von der Leyen förtroendet att vara kommissionsordförande ytterligare en mandatperiod. I mars 2024 uteslöt Europeiska socialdemokratiska partiet ett samarbete med EPP om även ECR-gruppen eller ID-gruppen ingår. Samtidigt har EPP fortsatt att hålla dörren öppen för samarbete med ECR-gruppen. I maj 2024 hotade vissa socialdemokratiska politiker von der Leyen med att försöka blockera hennes omval om hon lierar sig med ECR-gruppen. Samtidigt har diskussioner förts mellan politiker från ECR-gruppen och ID-gruppen om att försöka bilda en enda stor högernationalistisk partigrupp efter valet.
Den franska kommissionsledamoten Thierry Breton har nämnts som en möjlig toppkandidat för liberala partifamiljen. I början av januari 2024 meddelade Europeiska rådets ordförande Charles Michel att han avsåg att kandidera i valet och därmed lämna sin post som ordförande efter valet, men i slutet av samma månad drog han tillbaka sin kandidatur. I slutet av januari 2024 stod det klart att det europeiska, liberala ALDE-partiet kommer att fokusera på den inre marknaden i sitt valmanifest. I mars 2024 blev det klart att den liberala partifamiljer kommer att ha flera toppkandidater till att bli kommissionsordförande. Den italienska politikern Sandro Gozi kommer att vara Europeiska demokratiska partiets (EDP) kandidat, medan Alliansen liberaler och demokrater för Europa (Alde) kommer att ha en egen kandidat, Marie-Agnes Strack-Zimmermann. Dessutom kommer Valérie Hayer vara en gemensam kandidat för hela Renew Europe. Den liberala partifamiljen väntas driva en valkampanj som riktar in sig på kritik mot von der Leyen som kommissionsordförande. I mars 2024 stod det även klart att Frankrikes president Emmanuel Macron och hans parti planerar att skapa en ny europeisk sammanslutning mellan liberala partier som varken ingår i Alde eller EDP.
Den 24 januari 2024 antog kommissionsordförande Ursula von der Leyen etiska riktlinjer för kommissionsledamöter som skulle delta i valrörelsen. Den 9 april 2024 skrev även representanter för de europeiska partierna under en gemensam uppförandekod inför valet.
|  | Europeiskt parti                                     | Toppkandidat till kommissionsordförandeposten (Spitzenkandidat) |
|  | ---------------------------------------------------- | --------------------------------------------------------------- |
|  | Europeiska folkpartiet (EPP)                         | Ursula von der Leyen                                            |
|  | Europeiska kristna politiska rörelsen (ECPM)         | Valeriu Ghilețchi                                               |
|  | Europeiska socialdemokratiska partiet (PES)          | Nicolas Schmit                                                  |
|  | Alliansen liberaler och demokrater för Europa (Alde) | Marie-Agnes Strack-Zimmermann                                   |
|  | Europeiska demokratiska partiet (EDP)                | Sandro Gozi                                                     |
|  | Europeiska gröna partiet (EGP)                       | Bas Eickhout, Terry Reintke                                     |
|  | Europeiska fria alliansen (EFA)                      | Maylis Roßberg, Raül Romeva                                     |
|  | Europeiska konservativa och reformister (ECR)        | –                                                               |
|  | Identitet och demokrati (ID)                         | Anders Vistisen                                                 |
|  | Europeiska vänsterpartiet (EV)                       | Walter Baier                                                    |

### Debatter
Den första TV-sända debatten mellan kandidaterna för att bli nästa kommissionsordförande hölls den 29 april 2024 i Maastricht, Nederländerna. Debatten fokuserade på klimatfrågan, säkerhet och europeisk demokrati. Ursula von der Leyen meddelade under debatten att hon inte utesluter ett samarbete med nationalkonservativa ECR-gruppen efter valet, men att ett sådant beslut beror på Europaparlamentets sammansättning och vilka nationella partier som ingår i ECR-gruppen efter valet. Tittarsiffrorna för debatten var dock låga och debatten ansågs ha liten betydelse för valet.
Ytterligare TV-sända debatter hölls därefter, bland annat av EBU i form av "Eurovision Debate" den 23 maj 2024. Högergrupperna ECR-gruppen och ID-gruppen, som inte hade utsett några officiella kandidater till kommissionsordförande, klagade över att de inte fick delta vid debatten.

## Opinionsundersökningar
En sammanvägd opinionsmätning i augusti 2023 pekade på att kristdemokratiska EPP-gruppen, socialdemokratiska S&D-gruppen och liberala RE-gruppen tillsammans kommer att behålla majoriteten i parlamentet, men tappa i mandat. Högergrupperna ECR-gruppen och ID-gruppen väntas växa tillsammans med vänstergruppen. Den gröna gruppen väntas däremot minska. En annan sammanvägd undersökning i slutet av augusti 2023 visade på liknande resultat. Nationalkonservativa ECR-gruppen och högernationalistiska ID-gruppen väntas öka, men EPP-, S&D- och RE-grupperna väntas fortfarande ha en samlad majoritet. Den gröna gruppen väntas tappa flest mandat.
Valdeltagandet väntas, enligt opinionsundersökningar, öka. I en alleuropeisk undersökning i mitten av 2023 uppgav 67 procent av de tillfrågade att de tänkte rösta i valet. Motsvarande siffra inför valet 2019 var 58 procent och det faktiska valdeltagandet i unionen i sin helhet i valet 2019 landade på drygt 50 procent. I en Eurobarometer som publicerades i december 2023 uppgav 47 procent av de tillfrågade inom EU att de ”mycket troligt” skulle rösta i valet, medan 21 procent uppgav att de ”ganska troligt” skulle rösta.

## Valrörelse
Vid sin kongress i maj 2023 indikerade Alliansen liberaler och demokrater för Europa (ALDE) att partiet kommer fokusera på frågor som rör ekonomi, klimatet och säkerhet i valet.
Jordbrukares livssituation och påverkan av den europeiska gröna given är en av frågorna som står i centrum för de europeiska partiernas valkampanjer.

## Andra val
I flera EU-länder hålls andra val parallellt med Europaparlamentsvalet, till exempel lokalval i Cypern, Irland och Malta, regionala val i Belgien samt parlamentsval i Belgien och Bulgarien.

## Valresultat

### Valresultat efter partigrupp och medlemsstat
Preliminär mandatfördelning inför Europaparlamentets konstituerande sammanträde den 18 juli 2024.
| Medlemsstat        |            | EPP | S&D | PfE | ECR | Renew | G/EFA | Vänstern | ESN | NI | Mandat | Valdeltagande |
| ------------------ | ---------- | --- | --- | --- | --- | ----- | ----- | -------- | --- | -- | ------ | ------------- |
| Belgien            | (detaljer) | 3   | 4   | 3   | 3   | 5     | 2     | 2        | –   | –  | 22     | 89,01 %       |
| Bulgarien          | (detaljer) | 6   | 2   | –   | 1   | 5     | –     | –        | 3   | –  | 17     | 33,78 %       |
| Cypern             | (detaljer) | 2   | 1   | –   | 1   | –     | –     | 1        | –   | 1  | 6      | 58,86 %       |
| Danmark            | (detaljer) | 2   | 3   | 1   | 1   | 4     | 3     | 1        | –   | –  | 15     | 58,25 %       |
| Estland            | (detaljer) | 2   | 2   | –   | 1   | 2     | –     | –        | –   | –  | 7      | 37,60 %       |
| Finland            | (detaljer) | 4   | 2   | –   | 1   | 3     | 2     | 3        | –   | –  | 15     | 40,40 %       |
| Frankrike          | (detaljer) | 6   | 13  | 30  | 4   | 13    | 5     | 9        | 1   | –  | 81     | 51,49 %       |
| Grekland           | (detaljer) | 7   | 3   | 1   | 2   | –     | –     | 4        | 1   | 3  | 21     | 41,39 %       |
| Irland             | (detaljer) | 4   | 1   | –   | –   | 6     | –     | 3        | –   | –  | 14     | 50,65 %       |
| Italien            | (detaljer) | 9   | 21  | 8   | 24  | –     | 4     | 10       | –   | –  | 76     | 48,31 %       |
| Kroatien           | (detaljer) | 6   | 4   | –   | 1   | –     | 1     | –        | –   | –  | 12     | 21,35 %       |
| Lettland           | (detaljer) | 2   | 1   | 1   | 3   | 1     | 1     | –        | –   | –  | 9      | 33,82 %       |
| Litauen            | (detaljer) | 3   | 2   | –   | 2   | 2     | 1     | –        | 1   | –  | 11     | 28,35 %       |
| Luxemburg          | (detaljer) | 2   | 1   | –   | 1   | 1     | 1     | –        | –   | –  | 6      | 82,29 %       |
| Malta              | (detaljer) | 3   | 3   | –   | –   | –     | –     | –        | –   | –  | 6      | 73,00 %       |
| Nederländerna      | (detaljer) | 6   | 4   | 6   | 1   | 7     | 6     | 1        | –   | –  | 31     | 46,18 %       |
| Polen              | (detaljer) | 23  | 3   | –   | 20  | 1     | –     | –        | 3   | 3  | 53     | 40,65 %       |
| Portugal           | (detaljer) | 7   | 8   | 2   | –   | 2     | –     | 2        | –   | –  | 21     | 36,63 %       |
| Rumänien           | (detaljer) | 10  | 11  | –   | 6   | 3     | 1     | –        | –   | 2  | 33     | 52,42 %       |
| Slovakien          | (detaljer) | 1   | –   | –   | –   | 6     | –     | –        | 1   | 7  | 15     | 34,38 %       |
| Slovenien          | (detaljer) | 5   | 1   | –   | –   | 2     | 1     | –        | –   | –  | 9      | 41,80 %       |
| Spanien            | (detaljer) | 22  | 20  | 6   | –   | 1     | 4     | 4        | –   | 4  | 61     | 49,21 %       |
| Sverige            | (detaljer) | 5   | 5   | –   | 3   | 3     | 3     | 2        | –   | –  | 21     | 53,39 %       |
| Tjeckien           | (detaljer) | 5   | –   | 9   | 3   | –     | 1     | –        | 1   | 2  | 21     | 36,45 %       |
| Tyskland           | (detaljer) | 31  | 14  | –   | –   | 8     | 15    | 4        | 14  | 10 | 96     | 64,74 %       |
| Ungern             | (detaljer) | 7   | 2   | 11  | –   | –     | –     | –        | 1   | –  | 21     | 59,46 %       |
| Österrike          | (detaljer) | 5   | 5   | 6   | –   | 2     | 2     | –        | –   | –  | 20     | 56,25 %       |
| Europeiska unionen |            | 188 | 136 | 84  | 78  | 77    | 53    | 46       | 25  | 33 | 720    | 51,05 %       |

### Könsfördelning
För första gången minskade andelen kvinnliga Europaparlamentariker i ett Europaparlamentsval och landade på 38,5 procent, något lägre än förra valets cirka 40 procent. Fördelningen mellan män och kvinnor varierade dock kraftigt mellan olika partigrupper; i den gröna gruppen var 50,9 procent av alla valda parlamentariker kvinnor, medan motsvarande siffra för ECR-gruppen var enbart 21,8 procent.

## Efterspel

### Ombildning av grupper
Efter valet skedde flera ombildningar av partigrupperna. Gruppen Identitet och demokrati ombildades till Gruppen Patrioter för Europa genom att bland annat Viktor Orbáns parti Fidesz och Andrej Babis parti ANO 2011 anslöt sig.
Även en helt ny partigrupp – Gruppen Europa av suveräna nationer – bildades med Alternativ för Tyskland (AfD) som största parti.

### Val av talman, vice talmän och utskottsplatser
Europaparlamentets första sammanträde den 16 juli 2024 inleddes med val av talman. Två kandidater kandidaterade i valet, dels den sittande talmannen Roberta Metsola, dels den spanska ledamoten Irene Montero från Vänstergruppen. Metsola valdes om med 562 röster mot 61 röster för Montero. Vid parlamentets första session valdes även fjorton vice talmän.
Därutöver kommer nya utskott att utses, inklusive utskottsordförande. I början av juli 2024 stod det klart att de tre största pro-europeiska grupperna – EPP-gruppen, S&D-gruppen och Renew-gruppen – i olika grad kommer att försöka blockera inflytande för Patrioter för Europa och ECR-gruppen.

### Utnämning av ny kommission
Efter valet sammanträde Europeiska rådet den 17 juni 2024 för att diskutera bland annat valutgången. Den 27 juni 2024 nominerade Europeiska rådet Ursula von der Leyen som ny kommissionsordförande med hänsyn till valutgången. Hon valdes av Europaparlamentet med en absolut majoritet den 18 juli 2024.
Därefter kommer Europeiska unionens råd i samförstånd med den valda kommissionsordföranden att utarbeta en förteckning över övriga föreslagna kommissionsledamöter. Detta sker på basis av nomineringar från de nationella regeringarna. Utfrågningar hålls därefter i Europaparlamentets olika utskott av de föreslagna ledamöterna, innan hela förslaget underställs en omröstning i parlamentet. Om förslaget godkänns kan Europeiska rådet utnämna en ny kommission, som tidigast kan tillträda den 1 november 2024 när mandatperioden för den nuvarande kommissionen von der Leyen I upphör.